# 安盖拉
安盖拉是葡萄牙布拉干萨区的一个堂区。总面积22.01平方公里，总人口162人，人口密度7.4人/平方公里。